# Boucle de courant
Ne doit pas être confondu avec Courants porteurs en ligne.
 (novembre 2018).
Si vous disposez d'ouvrages ou d'articles de référence ou si vous connaissez des sites web de qualité traitant du thème abordé ici, merci de compléter l'article en donnant les références utiles à sa vérifiabilité et en les liant à la section « Notes et références ».

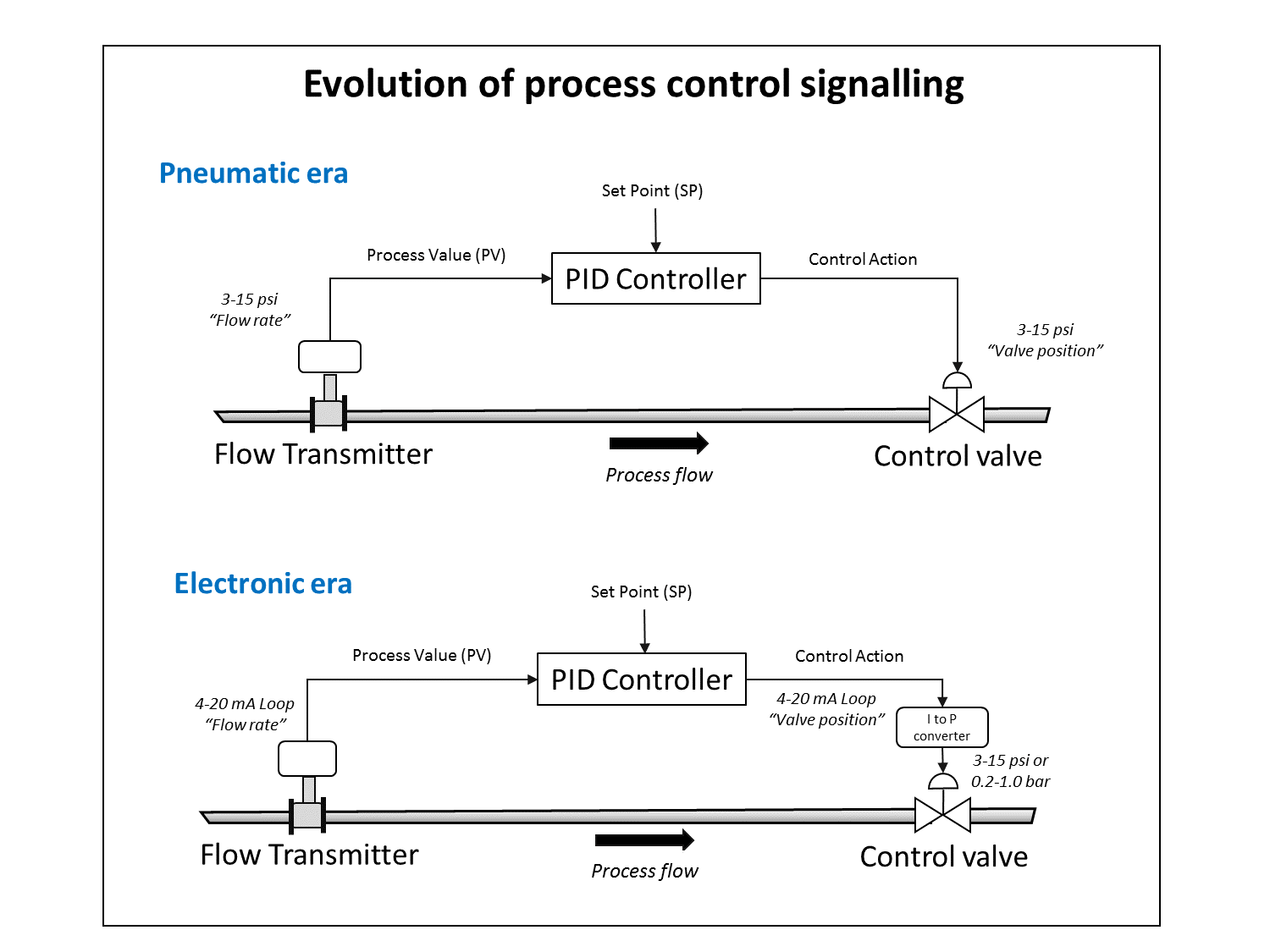
La régulation a évolué de l'ère pneumatique (3–15 psi) à l'ère électronique (4–20 mA).

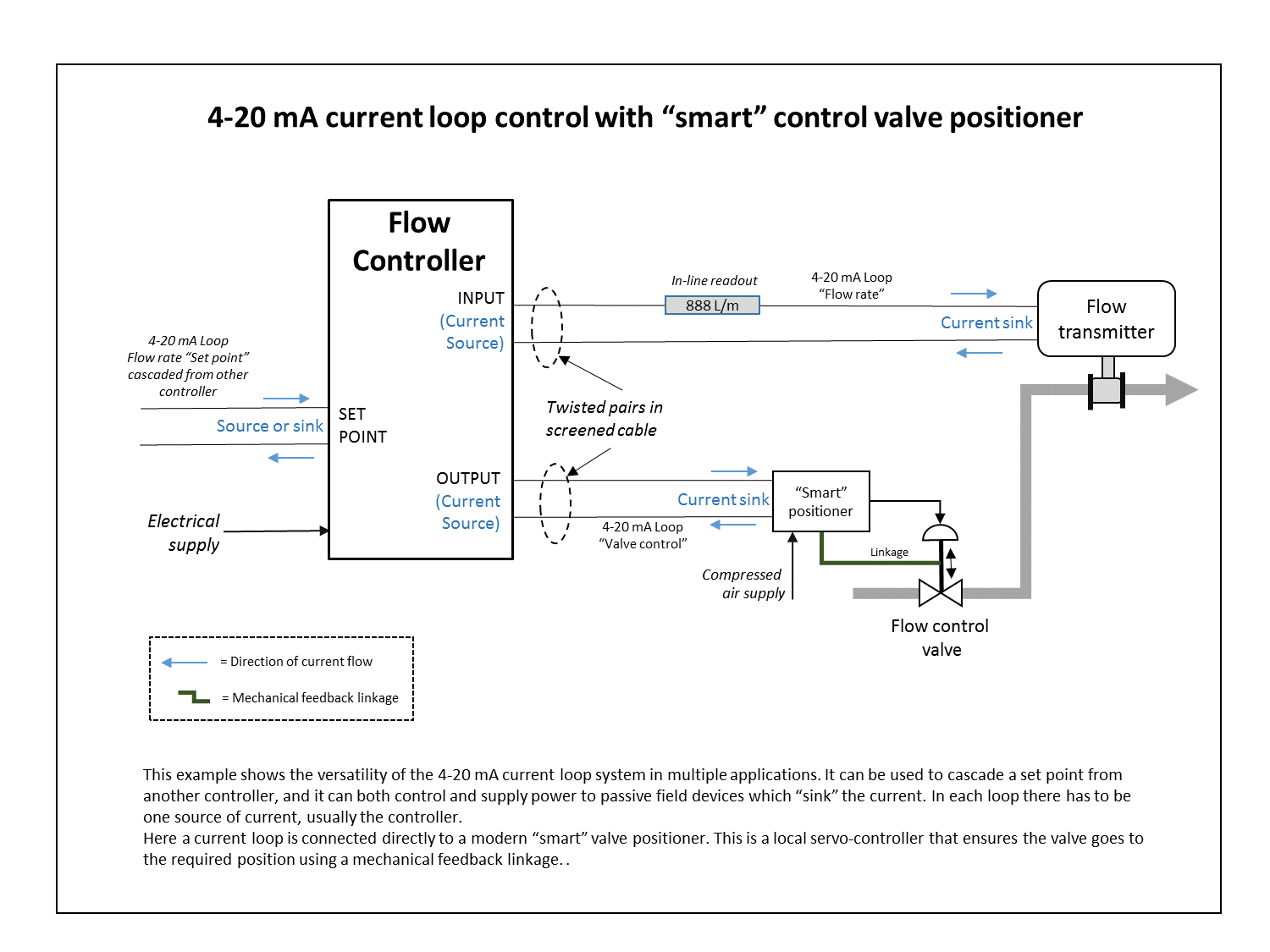
Exemple de régulation utilisant des boucles de courant 4–20 mA pour transmettre des signaux de mesure (depuis un débitmètre) et de commande (vers un positionneur de vanne automatique).

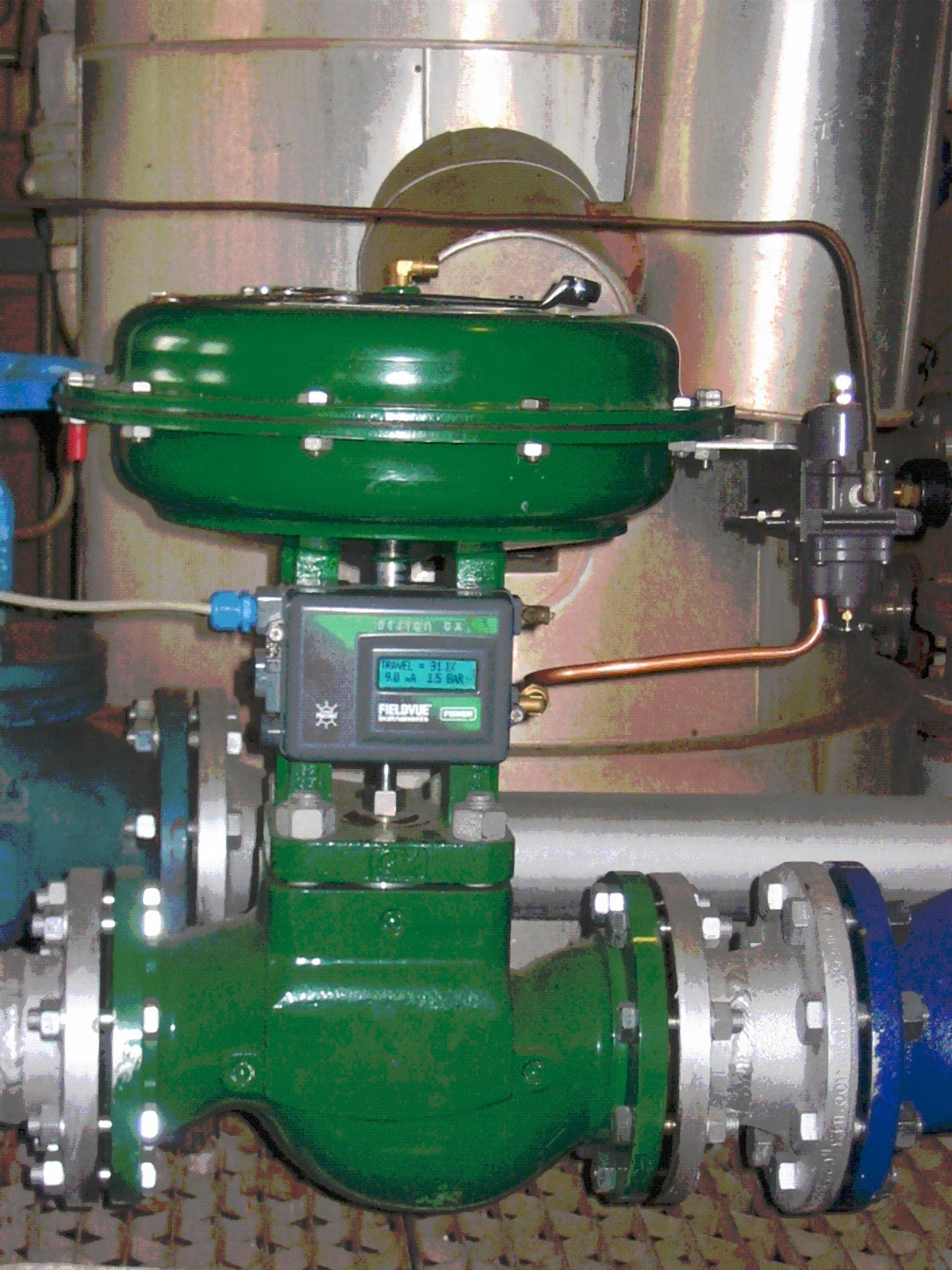
Vanne automatique équipée d'un positionneur 4–20 mA dont l'écran indique 9 mA, soit une course (travel) d'environ 31 %.

La boucle de courant est une méthode utilisée en contrôle industriel pour communiquer avec des capteurs ou des actionneurs, consistant à faire circuler dans une paire de conducteurs électriques un courant continu dont l'intensité est l'image du signal à transmettre.

## Description
La boucle de courant la plus utilisée dans l'industrie est le 4–20 mA, où 4 mA représente le minimum d'échelle, et 20 mA représente le maximum d'échelle, avec une relation linéaire entre le signal à transmettre et l'intensité du courant. Ainsi, un courant de 8 mA correspond à 25 % d'échelle ; si l'échelle est par exemple définie de −20 °C à 100 °C, le signal à transmettre est alors de 10 °C.
De nos jours, les boucles de courant, qui sont purement analogiques, tendent à être complétées par le protocole HART, voire remplacées par des bus de terrain. Néanmoins, une boucle de courant est plus facile à diagnostiquer, dans la mesure où un simple multimètre, ou de manière encore plus simple, une pince ampèremétrique, sont généralement suffisants.

## Avantages
Son principal avantage par rapport à une boucle de tension (typiquement 0–10 V) est que la précision du signal transmis n'est pas affectée par les pertes en ligne, car le courant circulant dans la boucle est fourni par une source de courant dont l'intensité est régulée pour correspondre au signal à transmettre, quelle que soit la résistance de la ligne.
Un autre avantage est que l'intensité dans la boucle n'est normalement jamais nulle, même lorsque le signal à transmettre correspond au minimum d'échelle. Ainsi est-il possible de détecter une rupture de ligne, puisque dans ce cas, l'intensité est nulle.